# 굉지회
굉지회(일본어: 宏池会 고치카이[*])는 일본 자유민주당의 파벌 중 하나였다. 당내에서 가장 오래된 파벌로 이케다 하야토가 사토 에이사쿠와 갈라선 뒤인 1957년 만들었다. 자민당 내에서 자유주의적 성격을 가지고 있다. 해산 시점에 회장인 기시다 후미오의 이름을 따서 기시다파(岸田派)라 불렸으며 공식 명칭은 굉지정책연구회(宏池政策研究会)였다.
2023년 발생한 자유민주당 정치자금 파티 비자금 논란으로 동년 12월 7일 회장이자 내각총리대신으로 재임 중이던 기시다 후미오가 파벌을 이탈하였고 2024년 1월 23일 공식 해산을 발표했다.

## 개요
목요연구회(木曜研究会)가 전신인 정책과학적 기구로는 굉지정책연구회로 정의된다. 요시다 시게루가 이끌었던 자유당의 계보를 잇고 있으며 보수본류에 속한다. 요시다의 직계에 해당하는 이케다가 창립한 이래 오히라 마사요시, 스즈키 젠코, 미야자와 기이치, 기시다 등 내각총리대신·자유민주당 총재를 다섯 명 배출했다. 고노 요헤이와 다니가키 사다카즈도 굉지회 출신 총재인데 이들은 야당 시절에 총재가 되어 총리가 되지는 못했다. 하지만 많은 총재를 배출했기에 자타공인 명문 파벌로 인식된다. 그 외에 총리총재가 된 아소 다로가 속한 파벌은 굉지회가 원류이며 스가 요시히데는 무파벌로 총리총재가 되었지만 한때 굉지회에 몸담고 있었다.
본래 이케다 주위의 관료 출신 의원이나 비서를 중심으로 형성되었기 때문에 오늘날까지도 정책에 밝은 의원들이 많이 포진하고 있다. 그러나 정책에는 밝지만 정쟁에는 어두워 '공가 집단'(公家集団)이라고 야유받는 경우도 종종 있다.
자민당의 다른 파벌들이 이합집산을 반복하는 것에 비해서 굉지회는 회장을 중심으로 한 비교적 강한 결속력을 토대로 파벌을 유지해 왔기 때문에 자민당 초창기의 명칭을 오늘날까지 유지하고 있는 유일한 파벌이다. 그러나 파벌내 정쟁이 전혀 없는 것은 아니며 특히 1993년 자민당이 야당으로 전락한 것을 계기로 파벌의 주도권을 둘러싼 정쟁이 격화하여 파벌 내 분열이나 합류가 계속되고 있다. 굉지회로부터 떨어져 나간 파벌로는 지공회(아소파)와 유린회(다니가키 그룹)가 있다.
이케다의 고향이기도 한 히로시마현 출신이 압도적으로 강세를 보이며 영수의 출신·기반이 교토부·후쿠오카현·도호쿠 지방에 편중되어 있다. 자유보수주의 성향이 강하며 국가안전보장 쪽으로는 미일 관계를 중시하면서도 다소 비둘기파적인 경향을 보인다. 2001년 고이즈미 준이치로가 집권하면서 자민당의 주류가 우경화하자 상대적으로 온건한 굉지회도 함께 쇠퇴하였으나 아베 신조 집권 이래 급격한 우경화에 대한 반대의 목소리가 높아지면서 견제 세력 중 하나로서 주목받고 있다.
굉지회 명칭의 유래는 옛 후한의 학자 마융이 쓴 〈광성송〉에서 나오는 "높은 언덕의 정자에 누워 거기서 광대한 못(宏池; 굉지)에 면하니"라는 문구에서 따온 것으로 양명학자 야스오카 마사히로가 붙인 것이다. 이케다의 성에도 '池' 자가 들어가고 이케다의 출신지인 히로시마의 히로가 '宏'와 발음이 유사하여 만들어졌다는 설도 있다.

## 연혁

### 결성

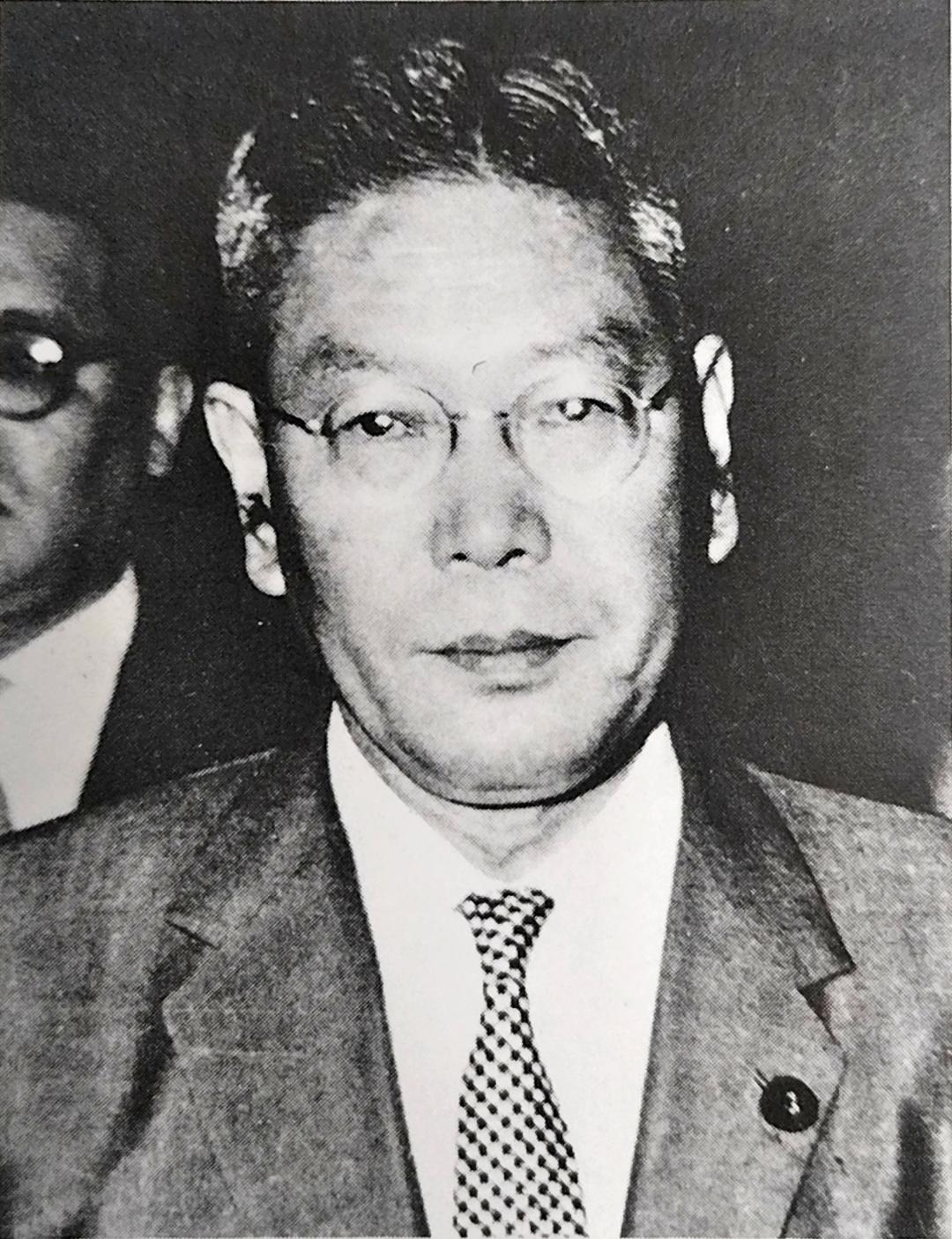
이케다 하야토

1957년 6월 이케다 하야토를 중심으로 결성됐다. 함께 요시다파에 속하던 사토 에이사쿠와 갈라선 뒤 마에오 시게사부로·오히라 마사요시·구로가네 야스미·스즈키 젠코·미야자와 기이치·고사카 젠타로 등 관료 출신 의원들을 중심으로 새로운 파벌을 만든 것이다. 특히 파벌 내에서 브레인 역할을 했던 시모무라 오사무·다무라 도시오 등은 이케다와 같은 대장성 출신으로 이들이 파벌의 정책 입안을 담당했다.

### 마에오파·오히라파

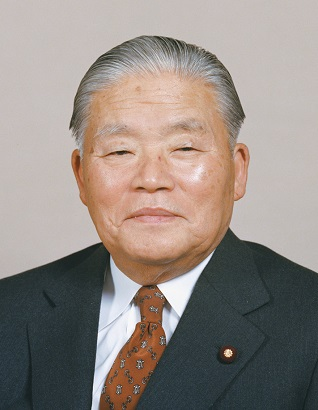
오히라 마사요시

이케다가 총리대신직에서 물러나고 머지 않아 사망하자 마에오가 주도권을 쥐었다. 하지만 이케다의 후임으로 총리대신이 된 사토의 4선을 허용하고 그 여파로 사토의 파벌에 속하던 다나카 가쿠에이가 총리대신이 되자 소장파 의원들이 크게 반발했다. 결국 마에오는 파벌 내 소장파 의원들인 다나카 로쿠스케·다자와 기치로·시오자키 준 등이 마에오를 회장직에서 밀어내고 오히라를 새 회장으로 추대했다. 이 사건을 오히라 쿠데타라고 부른다.
오히라가 회장일 때 크게 활약한 이토 마사요시·사이토 구니키치·사사키 요시타케를 오히라파 삼총사라 불렀다. 오히라는 1978년 총리총재가 되자 1972년 시나 재정을 계기로 성립된 총간 분리 관행을 무시하고 같은 파벌인 사이토를 자유민주당 간사장으로 기용했으며 같은 해 치러진 제35회 일본 중의원 의원 총선거에서 자파 의원을 중참 양원에서 50명 가까이 늘리는 데 성공했다.

### 스즈키파·미야자와파

스즈키 젠코

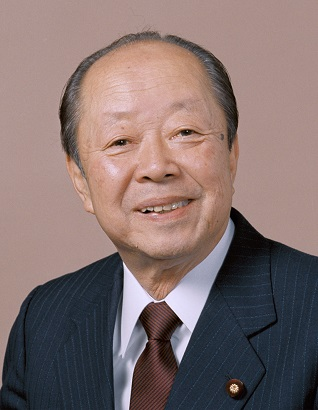
미야자와 기이치

1980년 진행된 제36회 일본 중의원 의원 총선거 기간에 오히라가 급사하자 스즈키가 굉지회를 대표하여 총리가 되었고 나중엔 파벌 회장 자리에도 올랐다. 본래 스즈키는 오히라를 총재로 만들기 위해 진력을 다하고 있었고 주로 물밑에서 활약하고 있었기에 파벌을 이끄는 회장직에는 어울리지 않는 사람이었다. 하지만 다나카·오히라 연합과 이에 대항하는 비주류의 항쟁 속에서 총재로 있던 오히라가 사망하면서 당내 융화를 꾀하는 목소리가 커졌고 당내 최대 파벌을 이끌던 다나카와도 관계가 무난했던 스즈키가 갑작스럽게 회장 후보로 부상한 것이다. 오히라의 사망 이후 후계자 자리를 노리던 사람은 미야자와와 다나카 로쿠스케로 두 사람의 경쟁은 이치로쿠 전쟁이라 불릴 정도로 치열했다. 스즈키가 회장이 된 것은 두 사람의 경쟁이 끝날 때까지 임시방편 같은 느낌도 있었다. 미야자와는 정치적 야망이 컸던 것에 비해 인망과 정치적 수완이 상대적으로 부족했고 다나카 로쿠스케는 스즈키를 회장으로 옹립하는 데 공을 세우고 신자유 클럽과의 연립 공작을 추진하는 등 존재감을 드러냈다. 하지만 당내 최대 실력자로 군림하던 다나카 가쿠에이가 미야자와를 싫어한 데 반해 다나카의 최대 정치적 라이벌이던 후쿠다 다케오가 미야자와를 지지하여 두 사람의 경쟁인 각복전쟁도 굉지회의 후계 문제에 영향을 미치고 있었다.
나카소네 야스히로가 스즈키로부터 총리총재직을 물려받은 뒤에 굉지회는 반(半)주류파라는 조소를 들을 만큼 당내 영향력이 줄어들었다. 특히 나카소네가 다나카 가쿠에이의 지지를 바탕으로 정권을 이끌어 가면서 굉지회를 비롯한 소외된 파벌의 불만이 쌓여 갔다. 그 결과는 1984년 니카이도 옹립 구상으로 이어졌지만 실패로 끝났다. 이 무렵 다나카 로쿠스케가 사망하면서 이치로쿠 전쟁은 미야자와의 승리로 끝났고 미야자와는 1986년 정식으로 회장직을 승계받았다. 이후 미야자와는 다케시타 노보루, 아베 신타로와 함께 포스트 나카소네의 한 명으로 부상한다.
1991년 미야자와는 다케시타파의 지지를 받아 염원하던 총리총재가 되는 데 성공했지만 다케시타파가 분열하면서 2년 뒤 자민당은 창당 이래 처음으로 야당이 되는 수모를 겪었다. 미야자와는 파벌 회장직은 유지했지만 총재직에선 물러나야 했고 후임으로 같은 파벌의 고노 요헤이가 선출됐다. 1994년 자민당은 일본사회당·신당 사키가케와 손을 잡고 연립 정권을 꾸려 1년 만에 여당으로 복귀하는 데 성공했다. 그 대신 일본사회당 위원장 무라야마 도미이치에게 총리직을 양보했기에 고노는 원내 1당의 대표였음에도 끝내 총리가 되지는 못했다. 한편 이 무렵 이미 미야자와의 후계 구도를 둘러싸고 고노와 가토 고이치의 대립이 격화하고 있었다. 이를 KK 전쟁이라 한다. 가토가 1995년 일본 자유민주당 총재 선거에서 하시모토 류타로를 지지하자 고노는 총재 재선을 단념했다.
이후 가토가 미야자와의 후계자가 되는 것이 거의 확실시되자 1998년 12월 고노는 굉지회를 이탈하여 파벌 내의 반(反)가토 세력을 모아 대용회를 결성했다. 이는 오랜 결속력을 자랑하던 굉지회의 첫 분열이었다. 이후 대용회는 지공회로 이어지게 된다.

### 가토의 난과 굉지회의 분열

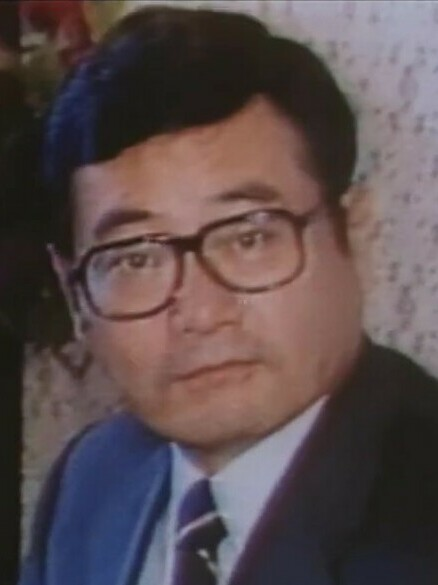
가토 고이치

자민당 출신 총리대신인 모리 요시로가 갖은 실언으로 비판을 받자 2000년 11월 야당이 내각불신임안을 제출했다. 가토는 이에 동조했지만 야당이 추진하는 도각 움직임에 여당이 참여할 수는 없다며 자유민주당 집행부의 방해 공작이 개입하여 결국 불신임안은 통과되지 않았다. 이 사건을 가토의 난이라 부르는데 이를 계기로 가토와 행동을 함께했던 의원들이 가토파를 구성하고 가토에 반대했던 의원들은 호리우치 미쓰오를 중심으로 호리우치파를 결정해 굉지회는 완전히 분열하고 말았다.
가토파와 호리우치파 모두 스스로를 굉지회라 칭했기에 자민당 내에 두 개의 굉지회가 존재하는 형국이 되었다. 2년 뒤 가토가 비서의 스캔들 문제로 의원직에서 물러나고 파벌 회장직도 포기하자 오자토 사다토시가 회장직을 계승했다. 오자토가 정계를 은퇴하자 2005년 파벌 총회에서 다니가키 사다카즈가 회장으로 추대되었다.
굉지회가 분열된 시기에 대해서는 신재정연구회와 유린회를 참고하면 된다.

### 고이즈미 정권
5년 반에 걸친 고이즈미 정권 때 다니가키파는 다니가키가 국무대신으로 입각하면서 주류파의 일원을 구성했지만 호리우치파는 애매한 입장을 취하고 있었다. 2003년 총재 선거 때는 파벌 내 다툼을 겪었고 2005년 우정 해산 때는 우정민영화에 반대한 호리우치가 파벌 회장직을 내려놓고 반대표를 던졌다가 공천에서 탈락하는 수모를 겪었다. 호리우치파의 중진이었던 고가 마코토도 우정민영화 법안 표결 때 기권했다가 서약서를 제출하고 가까스로 공천을 받았고 이후 호리우치파의 영향력은 크게 저하됐다.
고이즈미는 집권 내내 파벌의 약체화를 추진했지만 자신이 속했던 세이와 정책연구회의 영향력은 강해졌다. 이는 세이와 정책연구회를 견제하는 목소리를 불러일으켰고 분열 상태로 있던 굉지회도 재결집 논의가 이루어지는 계기가 되었다.

### 굉지회 결집 구상

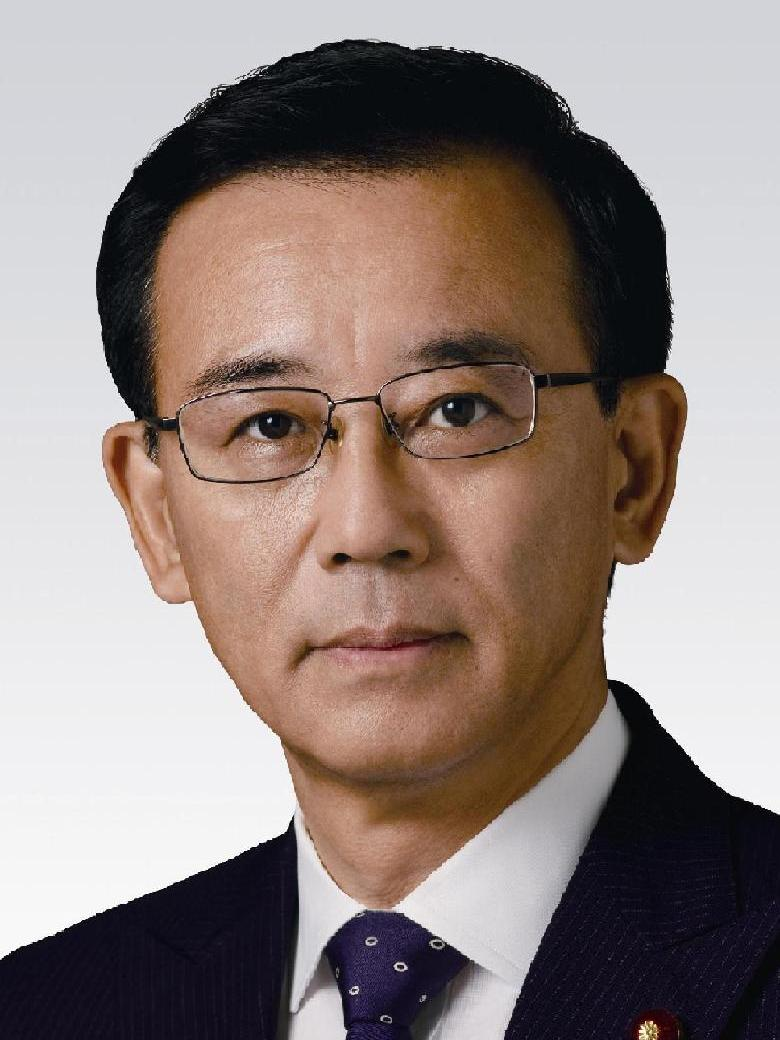
다니가키 사다카즈

2006년에 이르러서 고노 그룹을 포함해 옛 미야자와파의 흐름을 잇는 세 파벌의 결집을 주장하는 대(大)굉지회 구상이 구체화·표면화했다. 다니가키와 고노 그룹의 아소 다로가 고이즈미의 후임 총재로 거론되고 있었는데 2006년 9월 아베 신조가 총재가 되면서 3파벌의 통합 논의가 가속화된 것이다.
그런데 호리우치가 파벌 회장직에서 물러난 뒤의 니와·고가파는 총재로 유력시되는 후보가 없었기 때문에 소속 의원들은 물론 파벌 회장인 니와 유야와 고가조차 아베를 지지했다. 심지어 야나기사와 하쿠오는 아베의 총재 선거 당선을 위해 선거대책본부장에 취임하기까지 했다. 당선 이후 아베가 니와·고가파를 위해 배려해준 것은 당연한 수순이었고 니와가 자유민주당 총무회장이 되었고 그 외 4명이 입각했다. 고로 그룹(2006년 12월 이후부터 아소파)에서 아소가 외무상에 유임하긴 했으나 주류파와는 거리가 멀었고 다니가키파는 내각과 당직에서 완전히 배제됐다. 니와·고가파는 고와의 계파에 속하는 의원들이 니나를 쫓아내려는 움직임을 보이기도 했다.
2007년 아베가 퇴진하자 다니가키와 고가는 후임 총재로 후쿠다 야스오를 지지했다. 당시 아소에 대한 반발감이 컸던 자민당은 이른바 아소 포위망을 구성했는데 다니가키와 고가도 여기에 동조했던 것이다. 결국 후쿠다가 당선됐고 다니가키는 자유민주당 정무조사회장이, 고가는 자민당 선거대책위원장이 되어 당4역이 되었다. 반면 아소는 후쿠다의 권유에도 불구하고 입각을 거절하여 반주류파로 돌아섰다. 한때 맹우였던 아소와 고가의 관계가 소원해진 것도 이때부터였다.

### 고가파와 다니가키파의 통합
고이즈미가 퇴진한 뒤 두 차례 총재 선거를 거치면서 다니가키파와 고가파는 관계가 친밀해졌지만 아소파는 두 파벌과 거리를 두게 되었다. 그러자 2007년 말부터 아소파를 제외한 다니가키파와 고가파의 통합 얘기가 나오게 되었는데 이를 중(中)굉지회 구상이라 한다. 그리고 2008년 5월 두 파벌의 통합이 정식 의결되어 두 개의 굉지회가 병립하던 태세가 7년 만에 정리되었다.
파벌 회장에는 고가가 취임하되 다니가키가 파벌 내의 실무를 담당했고호리우치는 명예회장이 되었다. 사무총장에는 아이사와 이치로가 임명됐다.
중굉지회 통합을 계기로 굉지회는 세이와 정책연구회와 헤이세이 연구회 다음가는 제3파벌이 되었고 비둘기파로서는 당내 최대 파벌이 되었다.

### 총재 파벌
제45회 일본 중의원 의원 총선거에서 참패한 자민당이 또 야당으로 전락했다. 굉지회는 소속 중의원 의원이 절반으로 줄었으나 세이와 정책연구회와 헤이세이 연구회가 1/3로 줄어들어 굉지회가 당내 최대 파벌로 등극했다.
선거 패배를 이유로 총재 아소가 퇴임하자 다니가키가 신임 총재로 취임했다. 여러 파벌의 지지를 얻었기에 총재 선거 자체는 압승이었지만 오노데라 이쓰노리와 스가 요시히데가 아소파의 고노 다로를 지지했고 스가는 종국에 굉지회에서 이탈해 버리는 등 파벌 단위의 움직임보다 세대 대립의 양상을 보였다.
한편 굉지회가 총재 파벌에 복귀한 건 14년 만이었는데 마지막 굉지회 출신 총재 고노 요헤이도 야당 시절 총재를 역임했었다. 또한 총선 승리를 바탕으로 정권까지 차지한 민주당의 기세가 대단했기에 자민당을 탈당하는 의원들도 많아 굉지회는 당 운영에 많은 어려움을 겪어야 했다.

### 두 번째 분열
다음 해 진행된 제22회 일본 참의원 의원 통상선거에서 자민당이 개선 의석에서 승리하고 민주당의 과반수를 무너뜨리는 데 성공했다. 다시 그 다음 해 치러진 제17회 통일지방선거도 자민당이 승리하여 다니가키의 평가가 높아졌다. 다니가키는 총재 재선을 노렸고 2012년 일본 자유민주당 총재 선거를 앞두고 소속 파벌의 영수인 고가에 지원을 요청했다. 하지만 고가는 세대 교체를 주장하며 다니가키를 지원하지 않겠다는 뜻을 밝혔다. 이에 옛 다니가키파 의원들이 반발했고 고가는 하야시 요시마사를 총재 후보로 옹립했다. 화가 난 다니가키는 굉지회를 탈퇴해 버렸지만 간사장 이시하라 노부테루가 총재 선거에 입후보하면서 무파벌 의원들의 지지도 받지 못해 총재 선거 입후보를 위한 최소 추천인 확보에 실패했다.
굉지회 내부에선 대립이 격화했고 사태 수습을 위해 고가가 회장직을 내놓았다. 다니가키의 측근이었던 아이사와를 후임 회장으로 추대해 당내 융화를 꾀하고자 했으나 다니가키계의 반발은 여전했고 아이사와와 가와사키 지로 등 다니가키계 10여 명이 굉지회를 단체로 탈퇴했다. 이들은 다니가키의 재선을 지지한 의원들과 함께 다니가키를 회장으로 하는 유린회를 창설했다. 이로써 굉지회는 또 다시 분열했다.
굉지회에 남은 고가계는 고가의 측근이던 기시다 후미오를 회장으로 옹립했으며 넘버2인 좌장에는 하야시가 취임하고 고가는 명예회장이 되었다. 이때부터 굉지회는 기시다파로 불리기 시작했다. 고가는 같은 파벌의 총재 재선을 지지하지 않았고 결국 자신이 지지한 후보도 낙선하고 그로 인해 파벌이 분열되자 이에 책임을 지고 정계를 은퇴했다.

### 기시다파

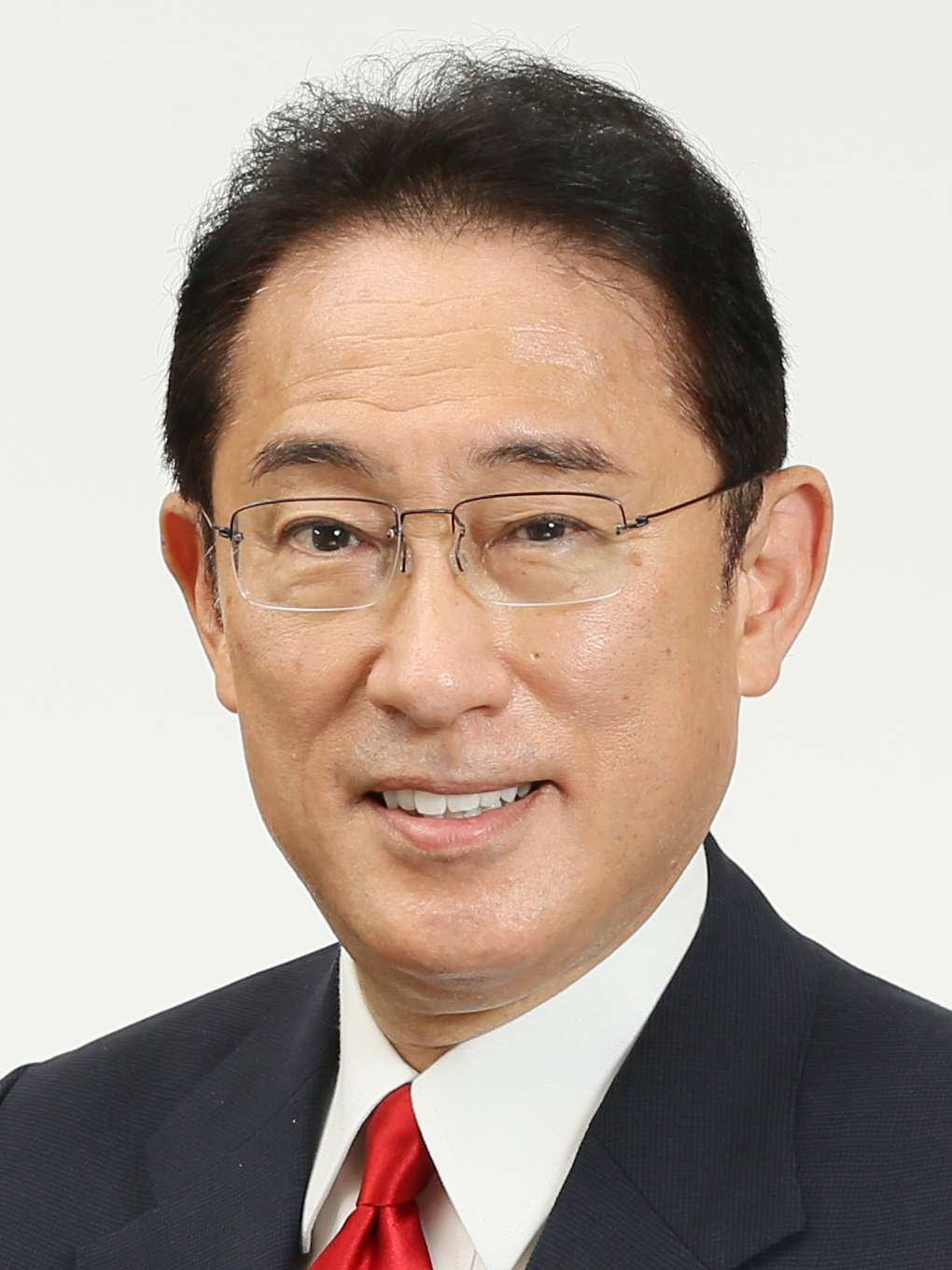
기시다 후미오

총선 이후 구성된 제2차 아베 신조 내각에서 굉지회에서는 기시다가 외무상, 하야시가 농림수산상, 오노데라가 방위상, 네모토 다쿠미가 부흥상으로 입각했다. 2년 뒤의 개조내각 때는 기시다만 유임했으며 시오자키 야스히사가 후생노동상, 모치즈키 요시오가 환경상으로 입각했고 그후 사임한 사람들을 대신해 가와카미 요코·미야자와 요이치·하야시가 각각 법무상·경제산업상·농림수산상으로 입각해 굉지회 출신 국무대신은 6명에 이르렀다. 2015년 제3차 아베 신조 제1차 개조내각 때는 기시다만 외무상에 유임했을 뿐 굉지회 소속 국무대신은 그 외에 아무도 없었다.
2016년에는 가토의 난 전후로 파벌 회장이 되었던 호리우치·가토·오자토가 연이어 사망했다. 2017년 제3차 아베 신조 제3차 개조내각 때 가와카미가 법무상, 오노데라가 방위상에 복귀했고 하야시가 문부과학상, 마쓰야마 마사지가 내각부 특명담당대신으로 입각했다. 기시다는 외무상에서 물러난 뒤 자민당 정조회장에 취임했다.
2019년 7월 21일, 제25회 일본 참의원 의원 통상선거에서는 미조테 겐세이, 나카이즈미 마쓰지, 오누마 미즈호, 니노유 다케시가 낙선했다.
2020년 9월 1일, 총재 선거에 입후보했지만 14일에 진행된 선거에서 스가가 당선됐고 기시다는 2위에 그쳤다. 스가의 임기 만료와 함께 진행된 다음 해의 총재 선거에서 8월 26일 다시 입후보했다. 9월 29일 1차 투표 때 기시다는 1위를 기록했지만 과반수 획득엔 실패해 결선투표를 진행해야 했고 여기서 고노 다로를 꺾고 최종 승리하여 제27대 총재로 당선됐다. 10월 4일 기시다는 제100대 총리대신으로 선출되었는데 굉지회 출신 총재는 다니가키 이래 처음이고 굉지회 출신 총리는 미야자와 이래 처음이었다.
본래 자민당 출신 총리는 총리 재임 중에는 파벌 회장직을 내려놓는 것이 관례였지만 기시다는 총리대신이 된 뒤에도 회장직을 내려놓지 않고 있었다. 하지만 2023년 정치 자금 파티 수입 기재 누락 문제가 불거지면서 12월 7일 총리대신으로 재직중일 때는 파벌에서 잠시 이탈하겠다고 표명했다. 기시다가 물러난 이후에도 회장직을 공석으로 둔 채이며 파벌 이름도 기시다파를 유지하고 있다.

## 역대 회장
| 대수 | 이름              | 파벌의 호칭                                              | 임기          |
| ---- | ----------------- | -------------------------------------------------------- | ------------- |
| 초대 | 이케다 하야토     | 이케다파                                                 | 1957년~1965년 |
| 2대  | 마에오 시게사부로 | 마에오파                                                 | 1965년~1971년 |
| 3대  | 오히라 마사요시   | 오히라파                                                 | 1971년~1980년 |
| 4대  | 스즈키 젠코       | 스즈키파                                                 | 1980년~1986년 |
| 5대  | 미야자와 기이치   | 미야자와파                                               | 1986년~1998년 |
| 6대  | 가토 고이치       | 가토파                                                   | 1998년~2001년 |
| -    | 분열※1            | 가토파→오자토파→다니가키파 호리우치파→니와·고가파→고가파 | 2001년        |
| 7대  | 호리우치 미쓰오   | 호리우치파                                               | 2001년~2006년 |
| 8대  | 고가 마코토※2     | 고가파                                                   | 2006년~2012년 |
| 9대  | 기시다 후미오     | 기시다파                                                 | 2012년~2023년 |
| -    | 공석※3            | 기시다파                                                 | 2023년~       |

※1 가토의 난을 계기로 가토파와 호리우치파로 분열
※2 다니가키파가 고가파에 합류
※3 기시다의 파벌 이탈에 의한 것이며, 후임은 따로 두지 않음
※4 굵은 글씨는 총리(총재) 경험자
※5 대수, 임기는 굉지회 공식 홈페이지 보관됨 2021-12-29 - 웨이백 머신를 참조

### 주해
1. ↑  히로시마는 이케다 하야토, 이케다 유키히코. 교토는 마에오, 다니가키(독립 후). 후쿠오카는 다나카 로쿠스케, 고가, 아소(독립 후). 도호쿠쪽은 스즈키(이와테), 가토(야마가타). 유력자로 꼽힌 이토 마사요시는 후쿠시마현, 사사키 요시타케는 아키타현이다. 더 나아가 미야자와와 기시다는 선거구야말로 히로시마였지만 출신지는 모두 도쿄이다.

### 출전
1. ↑  “「大宏池会」構想、またも浮上　岸田派、麻生派、谷垣Ｇ…三者三様に思惑交錯、遺恨残り実現見通せず”. 《산케이 신문》. 2017년 2월 1일. 2017년 4월 25일에 확인함.
2. ↑  お公家集団・宏池会（岸田派）で内紛の兆し　林芳正前農水相が衆院鞍替え＆総裁選に意欲　岸田外相との距離もジワリ… 2016年5月18日 産経新聞 2018年2月13日閲覧
3. ↑  宏池会 古賀誠公式ホームページ 2018年2月13日閲覧
4. ↑  朝日新聞デジタル（2017年5月28日）
5. ↑  “【政界徒然草】内閣改造で宏池会に渦巻く不満　岸田氏はエルメスのネクタイで古賀誠氏と関係修復か？”. 《산케이 뉴스》. 2015년 10월 14일. 2021년 9월 1일에 확인함.
6. ↑  自民・岸田派、現職４人敗れる　“惨敗”に力なく -　産経新聞 2019年7月22日
7. ↑  岸田政調会長が総裁選立候補を表明 -　NHK政治マガジン 2020年9月1日
8. ↑  岸田氏「首相を目指して歩む」次期総裁選へ再挑戦の意欲示す -　共同通信 2020年9月14日
9. ↑  “岸田氏、出馬表明「幅広い選択肢示す」 自民総裁選”. 《니혼케이자이 신문》 (일본어). 2021년 8월 26일. 2021년 9월 9일에 확인함.
10. ↑  “自民新総裁に岸田氏、決選投票で河野氏に大差”. 로이터. 2021년 9월 29일. 2021년 9월 29일에 확인함.
11. ↑  日本放送協会. “岸田首相 自民党岸田派の会長職に今後もとどまる”. 《NHK政治マガジン》 (일본어). 2021년 12월 19일에 확인함.
12. 1 2  “首相、岸田派を離脱 裏金疑惑、信頼回復へ派閥と距離―対応後手、批判強く”. 《지지 통신》. 2023년 12월 7일. 2023년 12월 7일에 원본 문서에서 보존된 문서. 2023년 12월 7일에 확인함.
13. 1 2  “首相、在任中は岸田派離脱の意向　会長空席、今夕表明首相、在任中は岸田派離脱の意向　会長空席、今夕表明へ”. 교도 통신사. 2023년 12월 10일에 원본 문서에서 보존된 문서. 2023년 12월 10일에 확인함.

## 같이 보기
- 자유민주당의 파벌
- 보수본류
- 유린회
- 지공회